# Croix de cimetière de Lambrey
La croix de cimetière de Lambrey est une croix située à Lambrey, en France.

## Localisation
La croix est située sur la commune de Lambrey, dans le département français de la Haute-Saône.

## Historique
L'édifice est inscrit au titre des monuments historiques en 1989.